# Bradfield, Berkshire
Bradfield är en ort och civil parish i Storbritannien.   Den ligger i kommunen West Berkshire i riksdelen England, i den södra delen av landet, 70 km väster om huvudstaden London. Bradfield ligger 69 meter över havet och antalet invånare är 2 177.
Terrängen runt Bradfield är platt. Runt Bradfield är det ganska tätbefolkat, med 239 invånare per kvadratkilometer. Närmaste större samhälle är Reading, 11,1 km öster om Bradfield. Trakten runt Bradfield består till största delen av jordbruksmark.